# Jolanda Balașová
Jolanda Balașová (rumunsky Iolanda Balaș; 12. prosince 1936 Temešvár, Banát – 11. března 2016) byla rumunská atletka, dvojnásobná olympijská vítězka a dvojnásobná mistryně Evropy ve skoku do výšky. V roce 1966 získala zlatou medaili na prvním ročníku evropských halových her (předchůdce halového ME) v Dortmundu. Ve své disciplíně jednou vyrovnala a hned třináctkrát posunula hodnotu světového rekordu pod širým nebem a čtyřikrát v hale. Její poslední vytvořený rekord 191 cm z 16. července 1961 překonala o více než 10 let později ve Vídni Rakušanka Ilona Gusenbauerová výkonem 192 cm.
V říjnu roku 2012 byla společně s další někdejší výškařkou Stefkou Kostadinovovou z Bulharska uvedena do Síně slávy IAAF.

## Kariéra

### Olympijské hry
Třikrát reprezentovala na letních olympijských hrách. Poprvé v roce 1956 na olympiádě v australském Melbourne, kde ji o zisk stříbrné medaile připravila jediná oprava na výšce 167 cm a celkově obsadila 5. místo. O čtyři roky později na LOH v Římě ve finále jako jediná překonala 173 cm a získala zlatou olympijskou medaili. Následně napoprvé skočila také 177 cm, napodruhé 181 cm a napotřetí zdolala i 185 cm. O stříbro se podělily Polka Jarosława Jóźwiakowská a Britka Dorothy Shirleyová, které Balașová porazila o 14 centimetrů.
V roce 1964 se ji podařilo na letních olympijských hrách v Tokiu obhájit výkonem 190 cm zlatou medaili. Nejdéle s Balașovou držela krok Michele Brownová z Austrálie, která vybojovala stříbro za 180 cm. Balașová je také doposud jedinou výškařkou, které se podařilo obhájit titul na olympijských hrách. Dvě zlaté medaile má také Němka Ulrike Meyfarthová, ta však první vybojovala na hrách v Mnichově v roce 1972 a druhou až o 12 let později na olympiádě v Los Angeles.

### Mistrovství Evropy
V roce 1954 získala stříbrnou medaili na evropském šampionátu v Bernu. O čtyři roky později se stala ve Stockholmu mistryní Evropy (177 cm). V roce 1962 titul obhájila na ME v Bělehradu, když ve finále skočila 183 cm.

### Osobní rekordy
- hala – 186 cm – 18. března 1961, Leningrad
- venku – 191 cm – 16. července 1961, Sofie

## Soukromý život
V roce 1967 ukončila kvůli zdravotním problémům s koleny atletickou kariéru a provdala se za svého kouče Iana Sötera. V letech 1988–2005 byla předsedkyní Rumunské atletické federace.